# Park Narodowy Ciervo de los Pantanos
Park Narodowy Ciervo de los Pantanos (hiszp. Parque nacional Ciervo de los Pantanos) – park narodowy w Argentynie położony w partidos (jednostka podziału administracyjnego prowincji) Campana w północno-wschodniej części prowincji Buenos Aires. Został utworzony 10 października 2018 roku i zajmuje obszar 52 km². Powstał na bazie istniejącego od 1990 roku rezerwatu przyrody Otamendi. W 2005 roku rezerwat został zakwalifikowany przez BirdLife International jako ostoja ptaków IBA, a w 2008 roku został wpisany na listę konwencji ramsarskiej.

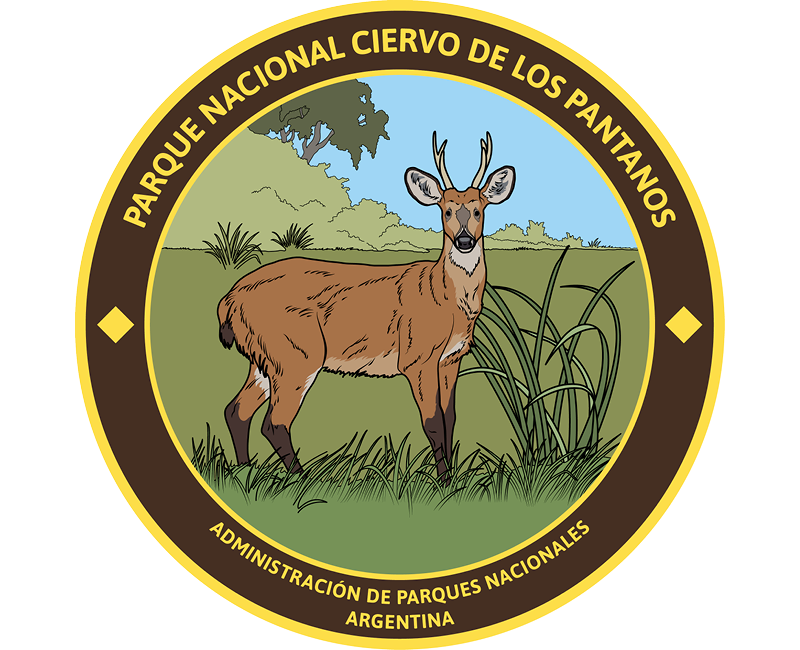
Godło parku z jeleniakiem bagiennym

## Opis
Park znajduje się na terenie delty Parany i obejmuje w większości tereny podmokłe, wyspy i jeziora. Klimat umiarkowany wilgotny. Średnia temperatura stycznia to +23,4 ºC, a lipca +10 ºC.

## Flora
Najbardziej reprezentatywne gatunki drzew rosnące w parku to Salix humboldtiana, Tessaria integrifolia, Blepharocalyx salicifolius, Sapium haematospermum, erytryna grzebieniasta, arekowiec Romanzowa, Celtis tala, Phytolacca dioica, Sambucus australis i Schinus longifolius.
Na terenach zalewowych i w wodach stojących dominuje Schoenoplectus californicus, pałka szerokolistna, Scirpus giganteus, salwinia okrągłolistna, rzęsa drobna.
Zachodnia część parku to głównie łąki, gdzie rośnie m.in.: kortaderia pampasowa, Distichlis spicata, Spartina densiflora, Limonium brasiliense.

## Fauna
Ssaki tu żyjące to m.in.: narażony na wyginięcie jeleniak bagienny (znajdujący się w godle parku), dydelf białouchy, wydrówka rudawa, oposik zwinny, molosek brazylijski, trawniak łąkowy, deltówka nadatlantycka, pyszczkowiak rudy, płetwoszczurek brazylijski, nutria amerykańska, wydrak długoogonowy, kapibara wielka. Jedynym dzikim kotem zamieszkującym park jest ocelot argentyński.
W parku odnotowano około 240 gatunków ptaków. Są w wśród nich ptaki zagrożone wyginięciem lub bliskie zagrożenia takie jak np.: widlaczek, derkaczyk plamisty, szydłodziobek.